# Eugène Chaboud
Marius Eugène Chaboud, född den 12 april 1907 i Lyon, död den 28 december 1983 i Montfermeil, var en fransk racerförare.
Chaboud är mest känd för att ha vunnit Le Mans 24-timmars 1938 i en Delahaye 135, tillsammans med Jean Trémoulet.
Chaboud körde senare i karriären tre formel 1-lopp under 1950 och 1951.

## F1-karriär
| Säsong | Stall/Tillverkare                                                        | Poäng | Placering |
| ------ | ------------------------------------------------------------------------ | ----- | --------- |
| 1950   | Ecurie Leutitia (Talbot-Lago T26C) Philippe Étancelin (Talbot-Lago T26C) | 1     | 22        |
| 1951   | Eugène Chaboud (Talbot-Lago T26C)                                        | 0     | -         |